# Henotesia irrorata
Henotesia irrorata är en fjärilsart som beskrevs av Paul Mabille 1879. Henotesia irrorata ingår i släktet Henotesia och familjen praktfjärilar. Inga underarter finns listade i Catalogue of Life.